# Ilex wuana
Ilex wuana là một loài thực vật có hoa trong họ Aquifoliaceae. Loài này được T.R. Dudley mô tả khoa học đầu tiên năm 1991.